# Fordlândia
 (janvier 2017).
Améliorez-le ou discutez des points à vérifier. 

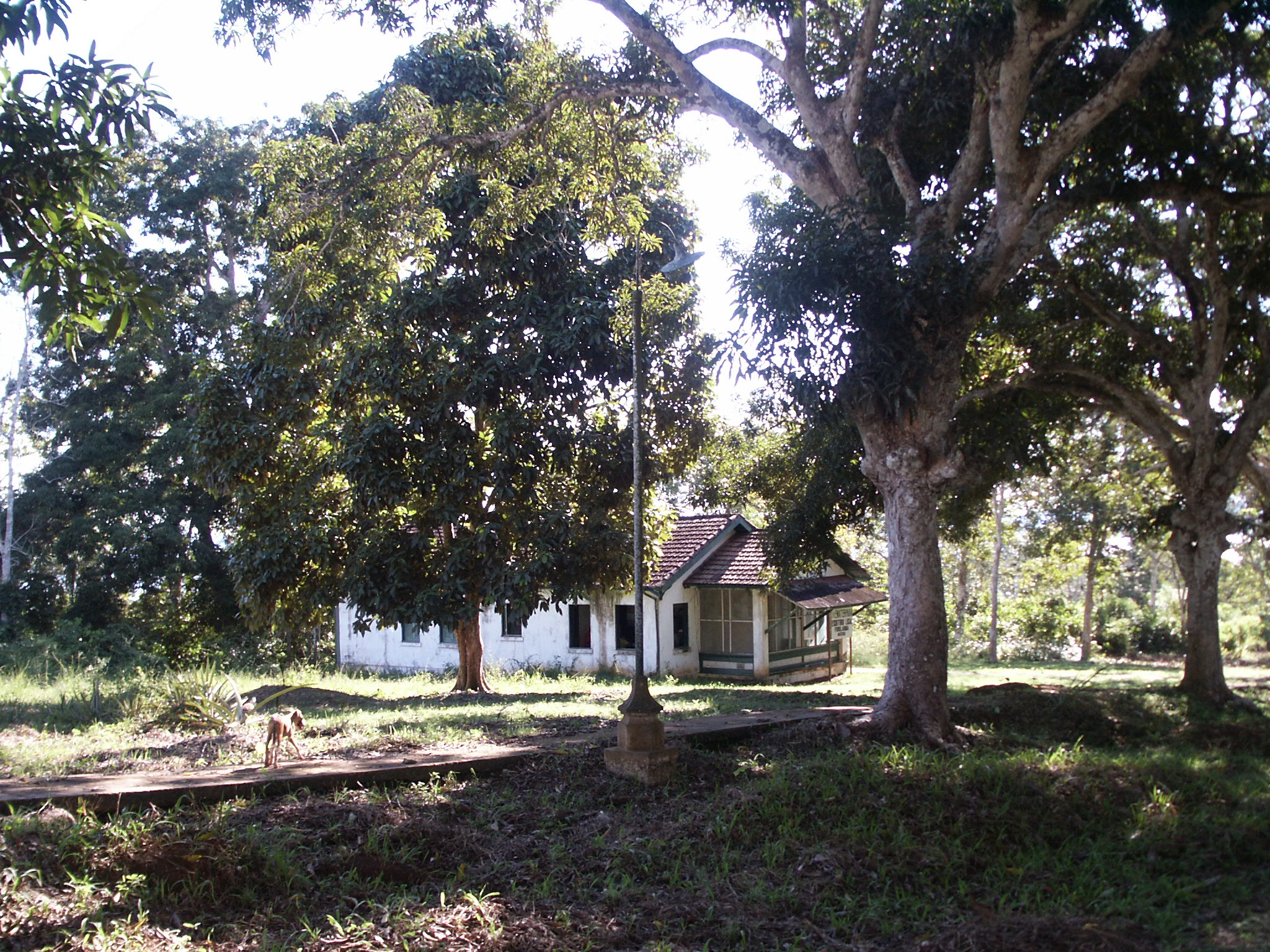
Fordlandia, Pará, 2005 : ancienne maison d'administrateur.

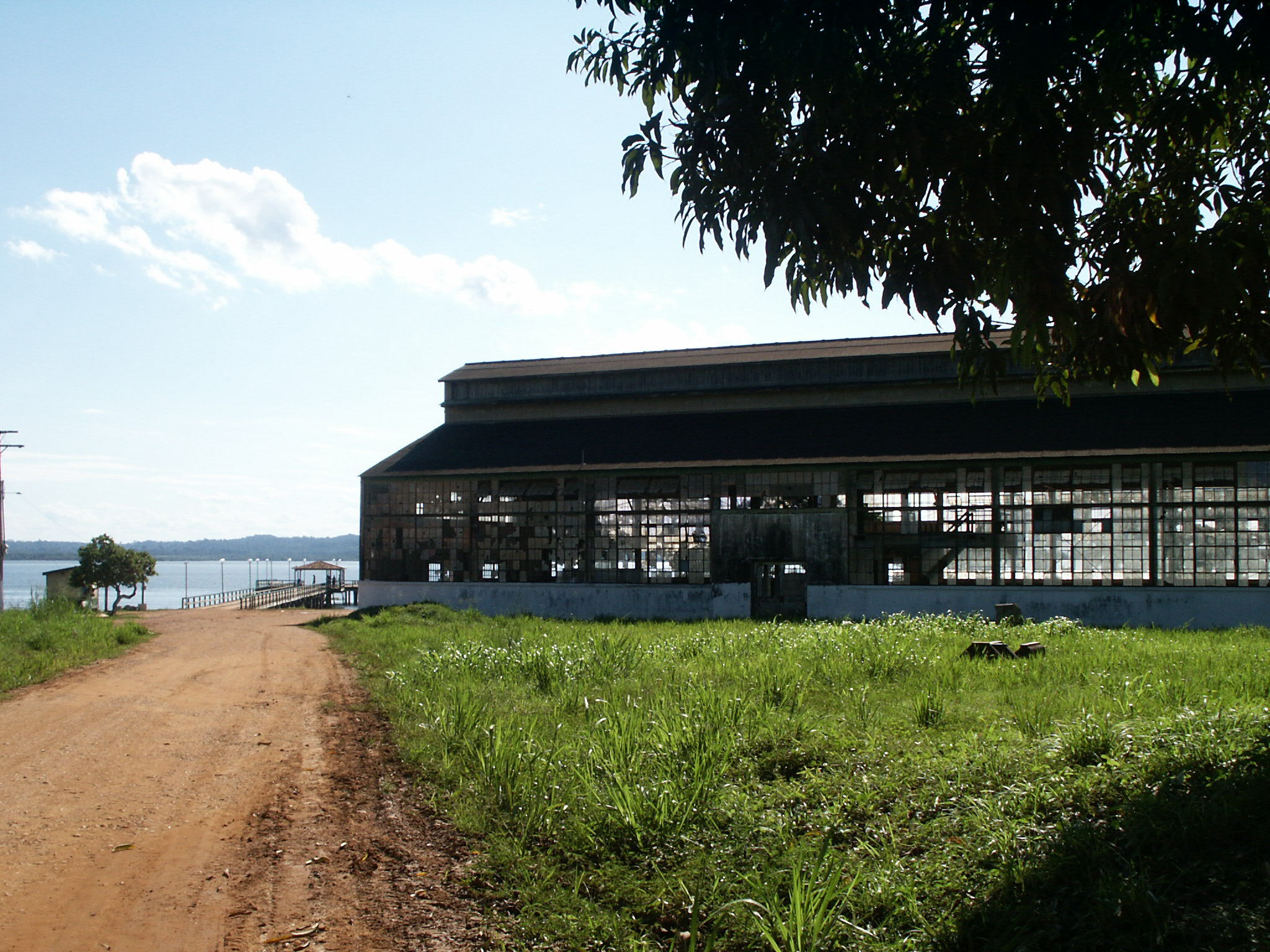
Fordlandia, Pará, 2005 : Vestige d'usine de latex et débarcadère sur le Tapajos.

Fordlândia est le nom donné à  une ville nouvelle, une cité ouvrière du monde américain (« company town »), bâtie par l’industriel américain Henry Ford en 1928, sur une immense concession au bord du Rio Tapajós dans l'État de Pará au Brésil. Elle se situe à mi-parcours entre Santarem et Itaituba. Elle est reliée par une piste de 50 km à la Transamazonienne (route BR-230) près de Ruropolis. Sa création répond au besoin d’exploiter le caoutchouc naturel mais le projet se solda par un échec complet. 
Présentée parfois comme une ville fantôme, Fordlândia compte cependant à la fin des années 2010 environ 3 000 habitants,.

## Histoire
Henry Ford avait l'intention d'utiliser Fordlandia comme une source d’approvisionnement en caoutchouc pour les pneus des voitures Ford, en mettant fin à sa dépendance pour le caoutchouc de la Malaisie britannique. Il voulait en faire la plus grande plantation de caoutchouc du monde, avec une matière bon marché, qui réduirait par conséquent le coût de ses pneus. La région de Fordlandia comportait des arbres dispersés donnant le caoutchouc récolté et transformé traditionnellement[pas clair]. Le territoire de Fordlandia était vallonné, rocheux. Mais aucun des cadres de Ford n'avait une connaissance suffisante de l’agriculture tropicale pour réussir un tel projet. En effet, les arbres à caoutchouc, plantés près les uns des autres dans les plantations, devinrent des proies faciles pour la rouille et les insectes.
Suivant les conceptions rigoureuses de la vie prônée par Henry Ford, la ville reprenait les conceptions des patrons chrétiens version puritaine de la période de la Prohibition et allant jusqu'à de l'utopie dans le système de production et la constitution d'une cité. Mais Henry Ford est resté dans le système capitaliste pur en étant tout à fait en dehors du paternalisme dans son action de patron[style à revoir][réf. nécessaire]. Le « fordisme » représente le modèle d'organisation et de développement d'entreprise dans le « compromis économique et social vertueux » selon Henry Ford qui par convictions prônait le « mode-de-vie sain ». Il est également opposé au syndicalisme et instaure dans ses unités de production une police privée interne.
Les employés recrutés localement devaient porter des badges d'identification et travailler aux heures les plus chaudes de la journée, sous le soleil tropical. Le climat agressif a fait de très nombreux morts, plus que les autres conditions de travail. Les ouvriers, souvent des Amérindiens brésiliens, sont nourris avec des produits dont ils n'ont pas l'habitude, comme des hamburgers. Par ailleurs, il leur est interdit de boire de l'alcool et de fumer, dans les lieux publics comme privés.
Dans ces conditions, beaucoup d'ouvriers refusent de travailler et en 1930 certains se révoltèrent contre l'encadrement. Le mouvement se termina au bout de quelques jours, après l'arrivée sur place de l'armée brésilienne.
Pendant la brève histoire de son activité de ville-usine, un village s'était établi à quelques kilomètres en amont, sur l'île de l’Innocence, avec des bars, des boîtes de nuit et des prostituées.
Greg Gandin, professeur à l'université de New York, reproduit dans l'un de ses ouvrages le témoignage d'une jeune femme ayant accompagné son père ingénieur à Fordlândia : « on avait tout : bibliothèque, terrain de golf, piscine, hôpital modernes… On habitait des belles maisons, les rues étaient propres. J'ai vraiment apprécié mon séjour là-bas ».
Le gouvernement brésilien était alors peu ouvert aux investissements étrangers, tout particulièrement dans la région amazonienne, et n'offrit que peu de soutien à ce projet. Ford tenta une nouvelle expérience en amont de la première, à Beltarra, où le climat était plus favorable à la culture du caoutchouc. Au début des années 1940, une équipe du studio Disney en tournée en Amérique du Sud réalise un documentaire commercial sur la gigantesque plantation intitulé Amazon Awakens (1944).
À partir de 1945, le développement de la production de caoutchouc synthétique réduit la demande mondiale en caoutchouc naturel. Par ailleurs, les arbres sont décimés par Microcyclus ulei, un  champignon phytopathogène, alors que le climat provoque la mort de nombreux employés. Ces problèmes conduisent Ford à cesser ses investissements. 
Fordlândia fut un échec total et Henry Ford qui n'y est jamais allé revendit ses possessions en 1945 avec une perte de 20 millions de dollars. La ville est donc abandonnée à partir de 1945. L'administration brésilienne laisse les lieux en l'état. Les machines sont pillées et la nature reprend ses droits.
Le domaine est devenu patrimoine historique au XXIe siècle et a été classé par le gouvernement brésilien[Quand ?]. Les archives de Ford contiennent des documents filmés sur l'édification de la ville et l'exploitation industrielle des arbres. Mais si l'usine est encore surveillée par du personnel malgré son matériel hors d'usage, et si les corons sont encore habités par d'anciens ouvriers – ou sont devenus des squats –, les pavillons ont été dévalisés au fil du temps et sont au bord de la ruine, de même que l’hôpital, inutilisé depuis la fermeture.
Un médiateur faisant office de maire essaie actuellement de préserver le patrimoine historique.
La salle polyvalente est encore un lieu de rassemblement pour les habitants actuels anciens[pas clair] et jeunes brésiliens (qui veulent faire vivre la ville devenue sûre puisque sans richesse autre qu'historique[style à revoir]).

## Urbanisme de ville-usine
Fordlândia se situe dans une concession attribuée à Ford, qui couvre plus de 10 000 km2 le long de la rivière Tapajós, près de la ville de Santarém, dans l'État du Pará, à environ 960 km de l’embouchure de l'Amazone. La ville nouvelle fut constituée par des maisons préfabriquées dont le style dépendait de la fonction de son occupant dans l'entreprise : pavillons pour l'encadrement, corons pour les ouvriers. La manufacture de traitement du latex, une construction de très grandes dimensions est une des composantes de l'architecture industrielle américaine. Un hôpital fut construit dès le début, les soins y étaient gratuits et réputés pour leur efficacité. Une centrale électrique, une scierie qui l'alimentait, elle-même fournie par le déboisement initial, furent mises en service. Des boutiques se sont ajoutées, organisées sur le mode américain basé sur la facilité moderne du self-service. Proche de l'embarcadère, la ville est formée d'un « centre urbain » éclaté, formé de la salle polyvalente (cinéma, salle de danse...), de l'école, du golf ou encore de la piscine. Toutes les constructions et leurs meubles étaient importés directement des États-Unis.

## Pour approfondir